# Cybister aterrimus
Cybister aterrimus är en skalbaggsart som beskrevs av Régimbart 1899. Cybister aterrimus ingår i släktet Cybister och familjen dykare. Inga underarter finns listade i Catalogue of Life.